# Слана (Петриња)
Слана је насељено место у саставу града Петриње, у Банији, Република Хрватска.

## Становништво
На попису становништва 2011. године, Слана је имала 92 становника.

## Попис 1991.
На попису становништва 1991. године, насељено место Слана је имало 276 становника, следећег националног састава:
| Попис 1991.‍ | Попис 1991.‍ | Попис 1991.‍ | Попис 1991.‍ | Попис 1991.‍ |
| ----------- | ----------- | ----------- | ----------- | ----------- |
|             |             |             |             |             |
| Хрвати      | Хрвати      |             | 197         | 71,37%      |
| Срби        | Срби        |             | 57          | 20,65%      |
| Југословени | Југословени |             | 16          | 5,79%       |
| Муслимани   | Муслимани   |             | 1           | 0,36%       |
| непознато   | непознато   |             | 5           | 1,81%       |
| укупно: 276 |             |             |             |             |